# Leópolis
Leópolis is een gemeente in de Braziliaanse deelstaat Paraná. De gemeente telt 4.316 inwoners (schatting 2009).